# Rudgea phaneroneura
Rudgea phaneroneura är en måreväxtart som beskrevs av Julian Alfred Steyermark. Rudgea phaneroneura ingår i släktet Rudgea och familjen måreväxter. Inga underarter finns listade i Catalogue of Life.